# آیرون
در تئاتر یونان باستان، آیرون (به انگلیسی: Eiron، eirôn) (به یونانی: εἴρων) همراه آلازون و لوده، جزو سه شخصیت قراردادی در کمدی‌های تئاتر یونان باستان است که در تقابل با آلازون قرار می‌گیرد. او زیرک و آب‌زیرکاه است ولی در ادبیات غربی، آیرون به دلیل تظاهر به حماقت و آسیب‌پذیری، وجه تسمیهٔ اصطلاح ادبی آیرونی قرار گرفته است. در کمدی‌های کهن یونان باستان صحنه‌هایی هست که یکی از شخصیت‌ها با خود گفتگو می‌کند و شخصیتی دیگر، رو به تماشاچیان دربارهٔ او حرف‌های کنایه دار می‌زند. این گونه صحنه‌ها تقابل آیرون و آلازون را نشان می‌دهد و برای همدلی تماشاچیان با آیرون اجرا می‌شود.